# Cecidomyia resinicola
Espèce
Cecidomyia resinicola est une espèce d'insectes de l'ordre des diptères, du sous-ordre des nématocères. 